# Zamarada pinheyi
Zamarada pinheyi là một loài bướm đêm trong họ Geometridae.